# Physotrichia kassneri
Physotrichia kassneri är en flockblommig växtart som beskrevs av H.Wolff. Physotrichia kassneri ingår i släktet Physotrichia och familjen flockblommiga växter. Inga underarter finns listade i Catalogue of Life.